# فیلیپ وردون
فیلیپ وردون (انگلیسی: Philip Verdon; ۲۲ فوریهٔ ۱۸۸۶ – ۱۸ ژوئن ۱۹۶۰) چشم‌پزشک، و قایقران روئینگ اهل بریتانیا بود.